# Bibliothèque publique de Tarragone
Pour les articles homonymes, voir BPT.
La Bibliothèque publique de Tarragone (BPT, en catalan Biblioteca Pública de Tarragona) est la bibliothèque provinciale de Tarragone. Hormis la bibliothèque contemporaine, elle contient une collection importante de manuscrits et d'incunables.

## Historique
La Bibliothèque publique de Tarragone tire son origine dans la campagne de désamortissement espagnol durant le XIXe siècle, organisé avec le but de mobiliser les capitaux dormants (la mainmorte) principalement de l'Église catholique et des ordres religieux. La vente aux enchères de bibliothèques semblait moins indiquée et alors il fut décidé de créer les bibliothèques provinciales pour conserver les fonds provenant, dans le cas de la bibliothèque de Tarragone, principalement des abbayes  de Santes Creus et de Poblet.
Après un périple à travers une série de sites, en 1962, elle a finalement intégré le bâtiment actuel, conçu dans la première moitié du XXe siècle comme pensionnat pour l'Ordre de Notre-Dame-de-la-Merci par l'architecte Antoni Pujol. Le bâtiment inachevé et jamais occupé comme pensionnat, en 1951, fut transformé par l'architecte Francesc Monravà i Soler en 1962 en centre culturel (Casa de la Cultura) et en 1962 finalement en bibliothèque. Depuis 1962, la collection est classée comme bien culturel d'intérêt national et le bâtiment comme bien culturel d'intérêt local.

### Collections

#### La collection patrimoniale

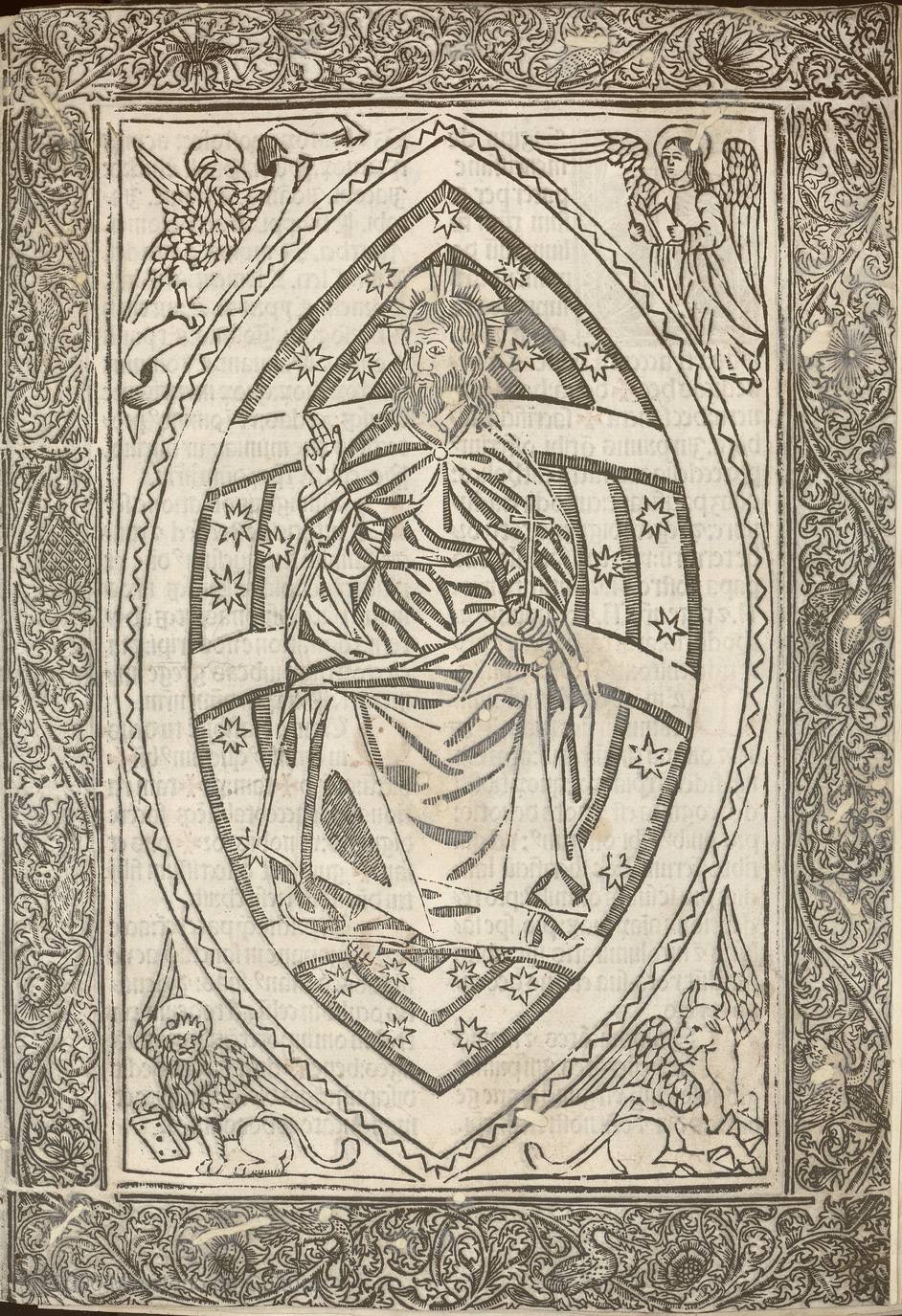
Page de l'incunable Missale Tarraconensis conservé à la BPT.

Le fonds patrimonial provient principalement des bibliothèques des monastères et de quelques donations ultérieures et comporte (en 2014) quelque 35.000 livres et 10.383 documents. Cette partie n'est pas encore numérisée, mais peut être consultée sur place après rendez-vous.
Manuscrits
Les 169 manuscrits de l'abbaye de Santes Creus en forment la partie principale. La majorité est rédigée en latin, excepté quatre manuscrits en catalan et un en grec. Ils traitent surtout des sujets religieux et ecclésiastiques. Vingt autres manuscrits proviennent de la collection du vice-roi Pierre IV d'Empúries, de thématique plus diverse : histoire, littérature, politique et diplomatie. Tous les manuscrits numérisés sont consultables en ligne sur Biblioteca Virtual del Patrimonio Bibliográfico.
Incunables
La collection des deux-cent vingt incunables contient quelques œuvres rares :
- en latin : Missale Tarraconense (Tarragona, 1499) et  Physica Pauperum (Barcelona, 1482) ;
- en catalan : Regiment dels Princeps d'Aegidius Columna (Barcelona, 1480), de Constitucions de Catalunya (Barcelona, 1495), et Lo primer llibre del Crestià de Francesc Eiximenis (València, 1483) ;

ainsi que le tout premier livre imprimé à Tarragone : Manipulus Curatorum de Guido de Monte Rocherii (1483). Ils peuvent être consultés sur  microfilm dans la bibliothèque.
Bibliothèque du vice-roi Pierre IV d'Empúries
Pere IV d'Empúries (1611-1690) était un politicien important de la cour de Philippe IV et de Charles II d'Espagne. Bibliophile, vice-roi et capitaine général de Catalogne et vice-roi de Naples, il a collectionné une bibliothèque importante, surtout pendant sa période italienne (1662-1672), traitant un vaste éventail de sujets : politique, économie, histoire, arts militaires caractérisée par des reliures splendides. Il était un mécène important du monastère de Poblet, auquel il a légué sa bibliothèque. Des 3600 volumes de sa bibliothèque, 401 se trouvent à la BPT et encore quelques-uns à l'abbaye,.

#### Fonds local

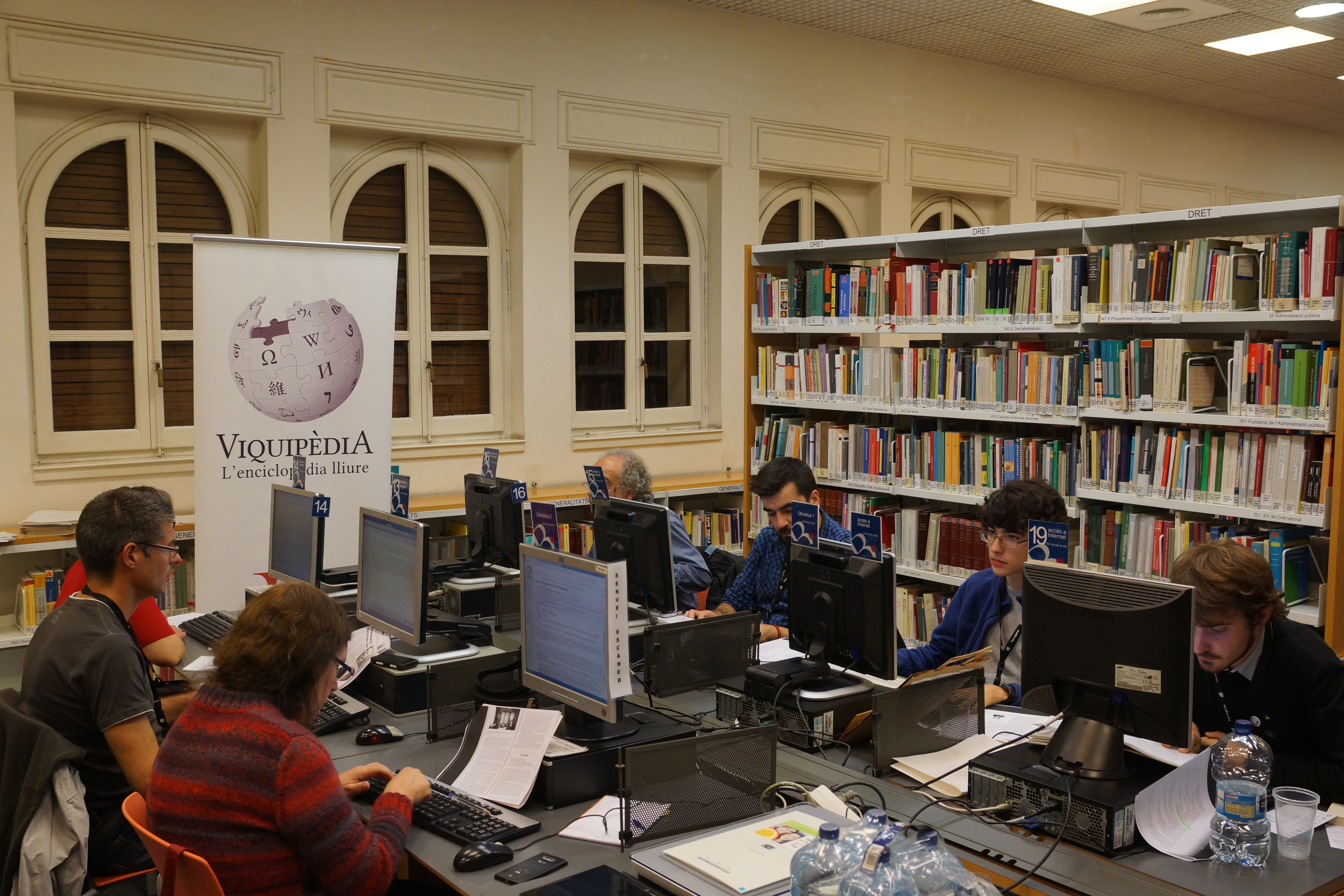
Marathon d'écriture Wikipedia lors du congrès annuel 2014 de la Wikipédia en catalan dans la salle de lecture de la bibliothèque.

Depuis la fin du siècle XIXe siècle, la BPT a entamé la constitution d'un fonds local réunissant des œuvres sur Tarragone ou écrites par des auteurs tarragoniens. Elle contient, entre autres, une série de plus de neuf cents périodiques depuis l'année 1897 : quotidiens, magazines du monde associatif, des partis politiques, d'écoles, de municipalités, revues satiriques, etc. Ce fonds au service de l'étude de l'histoire locale et du patrimoine est en voie de numérisation. Les publications à partir de 2005 sont consultables en ligne, avec un moteur de recherche en plein texte.

#### Collection contemporaine
La collection contemporaine contenait en 2014 276 000 volumes, dont 80% ont déjà été incorporés dans le catalogue numérique en ligne. La majorité des œuvres sont de consultation libre et peuvent être empruntées. Les œuvres moins consultées sont conservées dans la réserve et sont consultables sur appel. En plus, il y a quelque deux mille publications périodiques, soit en version papier, soit, pour les œuvres plus anciennes et fragiles, en ligne : Biblioteca Virtual de Premsa Històrica (bibliothèque virtuelle de la presse). La collection d'œuvres multimédia de 25 000 prend de plus en plus d'ampleur.

## Statistiques
Évolution du nombre d'emprunts :
| 2001    | 2002    | 2003    | 2004    | 2005    | 2006    | 2007    | 2008    | 2009    | 2010    | 2011    | 2012    | 2013    |
| ------- | ------- | ------- | ------- | ------- | ------- | ------- | ------- | ------- | ------- | ------- | ------- | ------- |
| 220.312 | 243.089 | 262.387 | 282.906 | 303.821 | 319.796 | 322.360 | 344.366 | 362.505 | 332.088 | 252.112 | 290.080 | 281.218 |

## Accès
La BPT se trouve dans l'eixample de Tarragone, à une dizaine de minutes à pied depuis la gare centrale et sur la ligne d'autobus numéro 23.